# 中国测绘学会

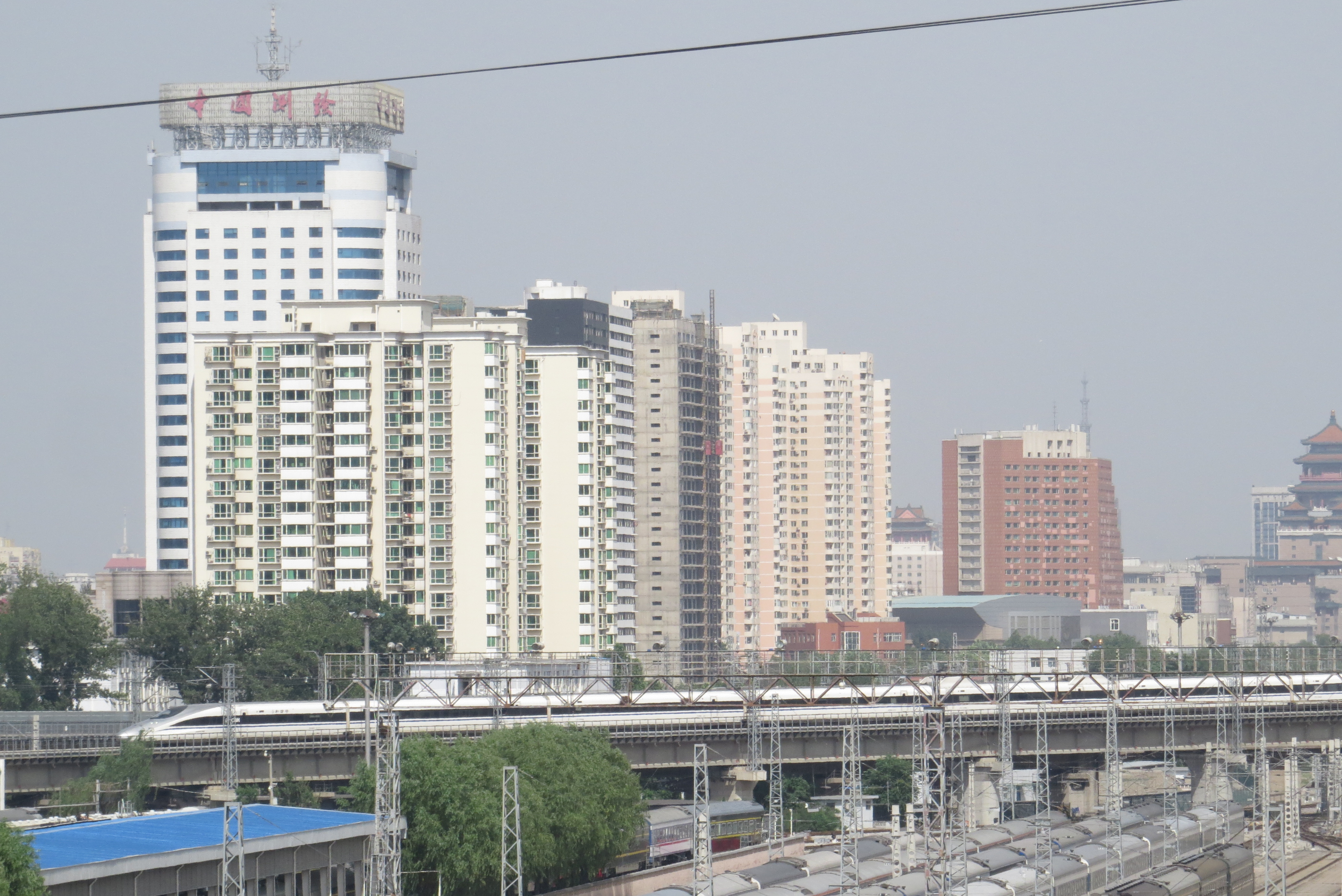
中国测绘学会位于北京市莲花池西路28号中国测绘大厦

中国测绘学会是中华人民共和国测绘科技工作者组成的群众性学术团体，是中国科学技术协会主管的社会团体，1959年2月19日在湖北省武汉市成立。